# HLR 84
De HLR 84 was een locomotiefreeks van rangeerlocs van de NMBS.
Locs 8401-8425 zijn gebouwd bij Baume et Marpent in 1955/1956, 8461-8470 (ex 8526-8535) in 1959 en 8426-8460 bij SA ABR in 1962/1963. In totaal zijn hier 70 exemplaren van gebouwd in 3 reeksen, 8401-8425, 8426-8460 en 8461-8470 (ex 8526-8535). De locs werden vooral gebruikt voor het rangeren van personenwagens in Oostende, maar ook in goederenstations overal in België. Begin jaren 2000 gingen de locs buiten dienst. Infrabel gebruikte ze nog de laatste jaren voor hun buitendienststelling. De 8433, 8454 en 8455 stonden nog afgesteld aan de tractiewerkplaats Hasselt, maar die zijn ondertussen al gesloopt. De 8441 staat in Antwerpen-Noord en deze wordt eventueel bewaard door de NMBS. TSP-PFT bewaart de 8428. Bij SDP zijn de 8463 en 8467 bewaard, de laatste is in bezit van hun zustervereniging Tubize 2069 vzw.